# Cuney, Texas
Cuney là một thị trấn thuộc quận Cherokee, tiểu bang Texas, Hoa Kỳ. Năm 2010, dân số của thị trấn này là 140 người.

## Dân số
- Dân số năm 2000: 145 người.
- Dân số năm 2010: 140 người.